# 拟褶尾菌属
拟褶尾菌属（学名：Plicaturopsis）是淀粉伏革菌科下的一个属。

## 下属物种
本属包括以下物种：
- 波状拟褶尾菌 Plicaturopsis crispa (Pers.) D.A.Reid
- Plicaturopsis scarlatina P.K.Buchanan & I.A.Hood